# Pseudomyrmex pazosi
Pseudomyrmex pazosi is een mierensoort uit de onderfamilie van de Pseudomyrmecinae. De wetenschappelijke naam van de soort is voor het eerst geldig gepubliceerd in 1909 door Santschi.